# コロンビア (テネシー州)
コロンビア（Columbia）は、アメリカ合衆国テネシー州の都市。モーリー郡の郡庁所在地である。人口は4万1690人（2020年）。州都ナッシュビルの南70キロメートルに位置している。統計上はナッシュビル都市圏に含まれる。

## 概要
1817年に町として法人化した。伝統的にラバの飼育牧場が多く、毎年4月に「ラバ・フェスティバル」を開催している。
歴史上、白人と黒人のコミュニティ間で紛争が何度も発生している。最後の紛争となった1946年の事件（en:Columbia race riot of 1946）は詳細に記録されている 。
第11代大統領ジェームズ・ポークが青年期を過ごした家が現存しており、アメリカ合衆国国定歴史建造物に登録され一般に公開されている。

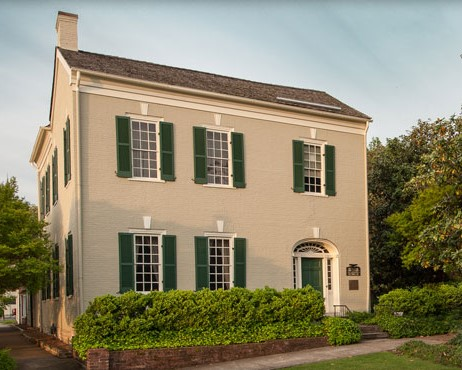
ポークの家

## 関係者
- ジェームズ・ポーク：第11代大統領
- セシル・ギャント：歌手